# De voorspelling (De Rode Ridder)
De voorspelling is een stripverhaal uit de reeks van De Rode Ridder. Het is geschreven en getekend door Karel Biddeloo. De eerste albumuitgave was in 1970.

## Het verhaal
De Rode Ridder staat tijdens de avondschemering op een bergtop aan de oevers van de Rijn. In de verte komt een bootje dichterbij en hij ziet een vrouw aan land gaan die wit poeder in het rond strooit, een heksenritueel waarbij heksen te kennen geven nieuw land te betreden. Zonder verder aandacht te besteden, besluit Johan in het bos te overnachten. Via het hondje Foxy, een puppy, ontmoet hij Christl, een meisje dat op de Reigershoeve woont. Verderop hebben zigeuners hun kamp opgeslagen. Christl redt de baby van een zigeunerin en die leest uit dankbaarheid haar handpalm. Ze schrikt en vergezelt Christl naar de Reigershoeve, waar ze weduwe Ingeborg, de moeder van Christl, onheilspellend nieuws vertelt. Een ongeruste Ingeborg moet dan ook nog afrekenen met haar stelende valkenier, Rudolf. Net wanneer een dreigende Rudolf Ingeborg nadert, klopt Johan aan om onderdak te vragen. Hij bemerkt meteen spanning en biedt zijn hulp aan. Ingeborg brengt Johan op de hoogte van het verhaal van de zigeunerin. Johan probeert haar gerust te stellen, maar Ingeborg vertelt dat de vrouw die Johan gezien heeft Mariandl heet, en haar rivale was om de hand van haar overleden echtgenoot Gundar. De volgende dag onderzoekt Johan de omgeving, maar Christl ontmoet toch Mariandl en loopt terug naar de Reigershoeve. Mariandl vertelt Ingeborg dat ze zich liet inwijden in de Zwarte Kunsten en nu wraak wil nemen op haar. Mariandl had Ingeborg voorspeld dat onheil haar te beurt ging vallen refererend aan de vloek die Gundar trof. Ze spreekt een tweede voorspelling uit die Christl zal treffen "vanuit de lucht en haar met blindheid zal slaan". Ingeborg beslist om te vluchten. Alle paarden liggen echter dood in de stallen en het teken, dat ook op Mariandls voorhoofd stond, staat op de deur. Het personeel vlucht uit angst en zo blijven Ingeborg, Johan en Rudolf alleen achter in de hoeve. De volgende dag komt Johan tijdens zijn rondrit de zigeuners tegen en die vertellen hem waar ze de zwarte vrouw gezien hebben. Bij de ontmoeting lukt het om Johan verder en verder van de hoeve te drijven en wanneer het donker wordt, moet Johan te voet verder. Alhoewel hij een vrouw volgde, heeft Johan ook voetsporen van een man gevonden. Tijdens zijn halsbrekende tocht op de berg, doet Johan een misstap en valt. Beseffend dat iemand haar kwaad wil doen, lukt het Christl om uit de hoeve te ontsnappen. Het lukt Mariandl om Christl weg te lokken en brengt daarna Ingeborg op de hoogte van haar gijzelaarster. Johan is ondertussen terug bij bewustzijn gekomen en vindt zijn paard terug bij de grot. Onder een steen vindt Johan een lappenpop die op Christl lijkt samen, met een valkhoepel en een valkkap. Meteen begrijpt Johan dat Rudolf meeheult met Mariandl en beseft dat een valk Christl blind moet maken. Johan vindt Ingeborg en vertelt haar over zijn ontdekking. Samen volgen ze de sporen die Christl en Foxy achterlieten. Ondertussen is Christl naar de Rijnoever gedreven, maar wanneer Mariandl Rudolf gebiedt om de valk te lossen, twijfelt hij en wil hij zich terugtrekken. Mariandl wordt woest en vechtend vallen beiden van de rots met een dodelijke afloop. De valk is echter nog vrij en is zijn kap kwijt. Christl moet schuilen onder een uitstekende rots. Wanneer de valk een duik maakt richting Christl, wordt hij getroffen door een pijl. Het blijkt dat een zigeuner, de vader van het kind dat Christl had gered, geschoten heeft om uit erezaak zijn schuld tegenover Christl te vereffenen. Na een onbezorgd verblijf in de hoeve, zet Johan zijn zwerftocht verder.